# Manzanatitla
Manzanatitla är en ort i Mexiko.   Den ligger i kommunen Coscomatepec och delstaten Veracruz, i den sydöstra delen av landet, 220 km öster om huvudstaden Mexico City. Manzanatitla ligger 1 821 meter över havet och antalet invånare är 210.
Terrängen runt Manzanatitla är huvudsakligen kuperad, men västerut är den bergig. Terrängen runt Manzanatitla sluttar österut. Runt Manzanatitla är det tätbefolkat, med 331 invånare per kvadratkilometer. Närmaste större samhälle är Huatusco de Chicuellar, 16,8 km nordost om Manzanatitla. Omgivningarna runt Manzanatitla är en mosaik av jordbruksmark och naturlig växtlighet.